# 1976 dans l'histoire des droits LGBT
Cet article présente une liste d'événements notables dans l'histoire des droits LGBT qui ont eu lieu en 1976.

## Événements

### Janvier
- 1 janvier : l'Iowa abroge sa loi sur les « psychopathes sexuels »[1]. Adoptée à la suite d'une panique morale à la suite du viol et du meurtre d'un jeune garçon en 1954, la loi avait été utilisée pour détenir des dizaines d'hommes homosexuels dans des établissements psychiatriques dans les années 1950.

### Février
- 12 février : le Conseil pour les minorités sexuelles de Pennsylvanie est constitué par le gouverneur Milton J. Shapp de Pennsylvanie[2].
- 29 février : la chaîne de radio publique de New York, WNET, diffuse une émission spéciale intitulée "OUTREACH: LESBIANS AND GAY MEN"[3].

### May
- Le conseil municipal de Los Angeles interdit la discrimination par la ville en matière d'emploi fondée sur l'orientation sexuelle[4].

### Juillet
- 1 juillet : l' État américain de l'Indiana dépénalise les actes homosexuels privés consensuels entre adultes.
- 19 juillet : l'activité sexuelle homosexuelle devient illégale, tout comme le mariage homosexuel, au Libéria[5].

### Septembre
- 4 septembre : début de la « Quatrième conférence annuelle des gays pour le Canada et le Québec » de trois jours, tenue à Toronto, comprenant un rassemblement et une marche[6].

### Novembre
- 4 novembre : une loi sur la dépénalisation des actes homosexuels masculins entre en vigueur dans le Territoire de la capitale australienne [7]